# Bag Enderby
Pour les articles homonymes, voir Bag Enderby.
Bag Enderby est un village et une ancienne paroisse civile du Lincolnshire, en Angleterre.